# Lijst van personen uit Marseille
Deze chronologische lijst van personen uit Marseille bevat mensen die in voornoemde Franse stad zijn geboren en een artikel hebben op de Nederlandstalige Wikipedia.

## Geboren in Marseille

### Voor 1800

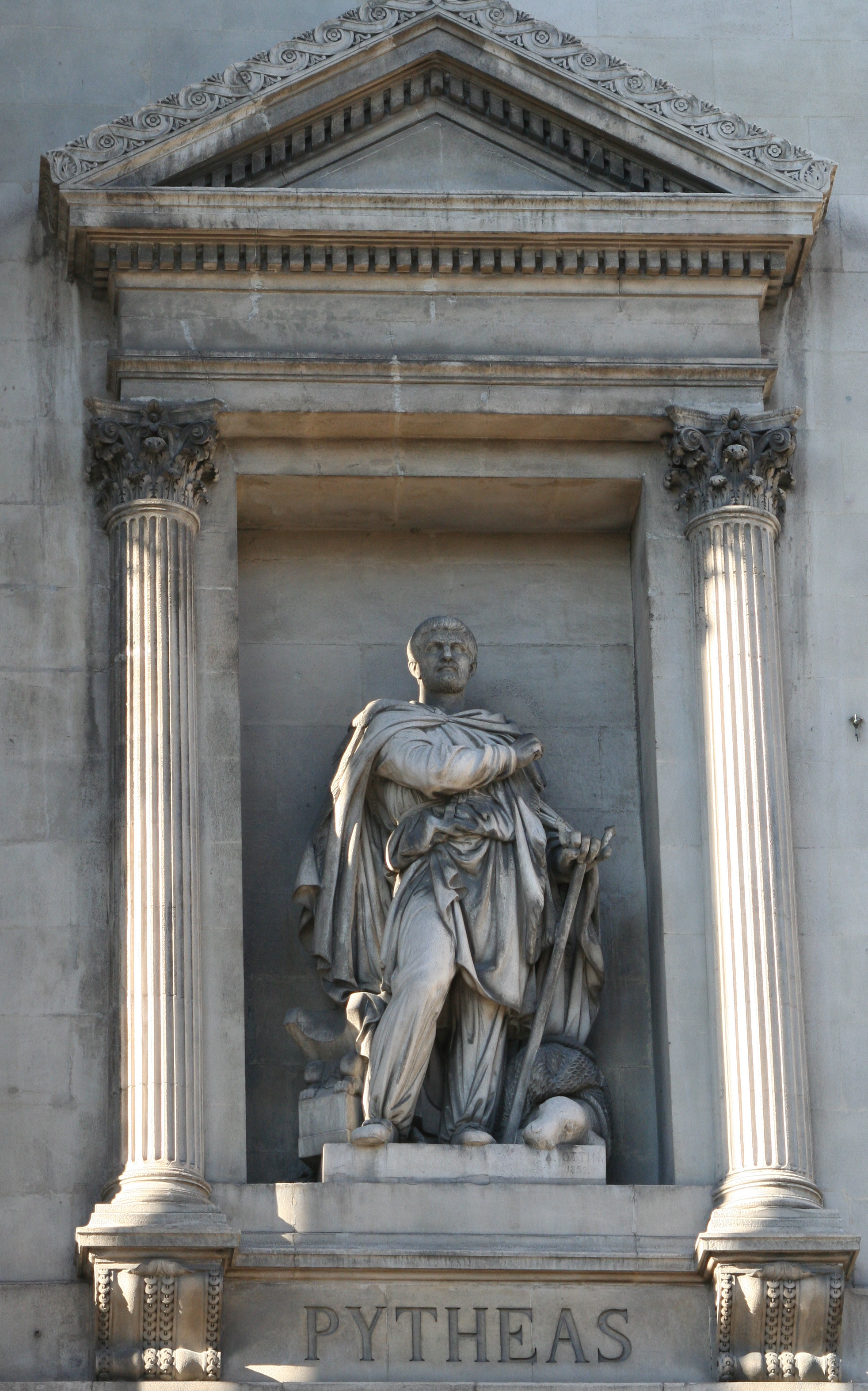
Ontdekkingsreiziger Pytheas (4e eeuw v.Chr.)

- Pytheas van Massalia (4e eeuw v.Chr.), Grieks ontdekkingsreiziger
- Pierre Paul Puget (1620-1694), beeldhouwer, architect, schilder en ingenieur
- Adolphe Thiers (1797-1877), liberaal leider, politicus en historicus

### 1800–1899
- Honoré Daumier (1808-1879), schilder, beeldhouwer en cartoonist
- Lucien Petipa (1815–1898), balletdanser
- Adolphe Monticelli (1824-1886), schilder
- Alfonso Capecelatro (1824-1912), Italiaans aartsbisschop en kardinaal
- Joseph Pujol (1857-1945), petomaan
- Edmond Rostand (1868-1918), schrijver van o.a. Cyrano de Bergerac
- Fernand Charpin (1887-1844), acteur
- Jean Bouin (20 december 1888-1914), atleet
- Antonin Artaud (1896-1948), romancier, acteur, tekenaar en theatertheoreticus

### 1900–1909
- Charles Blavette (1902-1967), acteur
- Michele Orecchia (1903-1981), Italiaans wielrenner
- Fernandel (1903-1971), acteur

### 1910–1919
- Simone Simon (1910-2005), actrice

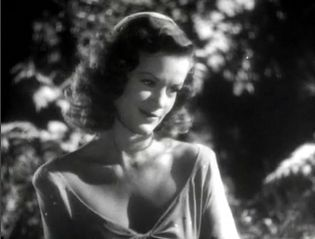
Actrice Simone Simon (1910-2005)

- André Roussin (1911-1987), toneelschrijver
- Franck Pourcel (1913-2000), dirigent en componist
- Roger Garaudy (1913-2012), filosoof, schrijver en politicus
- Cora Vaucaire (1918-2011), zangeres

### 1920–1929

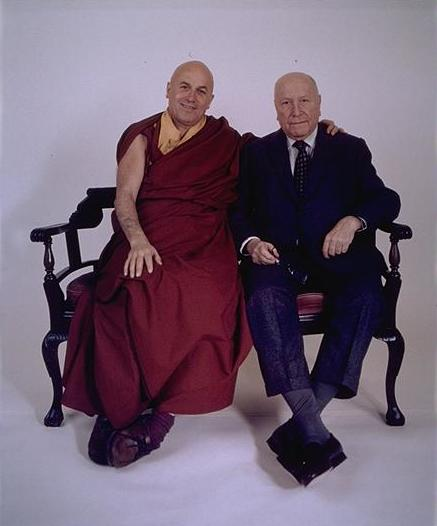
Filosoof Jean-François Revel (r) (1924-2006)

- César Baldaccini (1921-1998), beeldhouwer
- Louis Jourdan (1921-2015), acteur
- Jean-François Revel (1924-2006), filosoof, journalist en schrijver
- Michel Ragon (1924-2020), schrijver en criticus
- Paul Mauriat (1925-2006), orkestleider, componist, liedjesschrijver, arrangeur
- Maurice Béjart (1927-2007), choreograaf

### 1930–1939
- Sébastien Japrisot (Jean-Baptiste Rossi) (1931-2003), schrijver, scenarist, liedjestekstschrijver en vertaler
- Gérard Lauzier (1932-2008), stripauteur, cartoonist, scenarist en filmregisseur
- Jean Boiteux (1933-2010), zwemmer
- Gaetano Zampa (1933-1984), een baas van de onderwereld van Marseille
- Jean Sorel (1934), acteur
- Jean-Louis Vissière (1935), literatuuronderzoeker en romanschrijver
- Franck Fernandel (1935-2011), acteur en zanger, zoon van Fernandel
- Jacques Rouffio (1938), filmregisseur

### 1940–1949

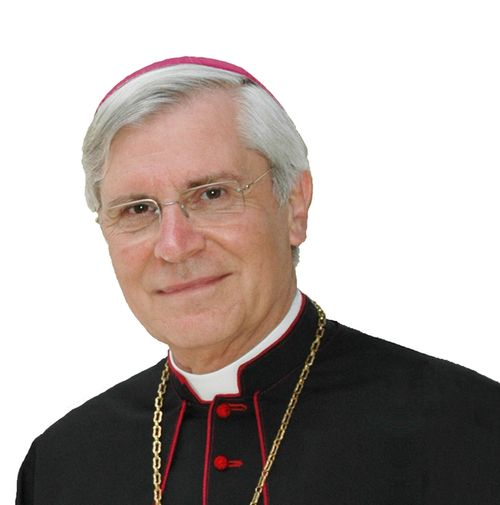
Bischop Jean-Michel di Falco (1941)

- Jean-Michel di Falco (1941), bisschop van het bisdom Gap (Hautes-Alpes)
- Georges Chappe (1944), wielrenner
- Marion Hänsel (1949-2020), Belgisch actrice en regisseuse

### 1950–1959
- Gérard Meylan (1952), acteur
- Rolland Courbis (1953), voetballer en trainer
- Robert Guédiguian (1953), filmregisseur
- Ariane Ascaride (1954), actrice en scenariste
- Régis Jauffret (1955), schrijver
- Jean-Luc Ettori (1955), voetballer

### 1960–1969
- Christian Perez (1963), voetballer
- Éric Cantona (1966), voetballer en acteur
- Éric Corberant (1964), stripauteur
- Bruno Coué (1966), voetbalscheidsrechter
- Christophe Galtier (1966), voetballer en trainer
- Frank Lebœuf (1968), voetballer

### 1970–1979
- Géraldine Pailhas (1971), actrice

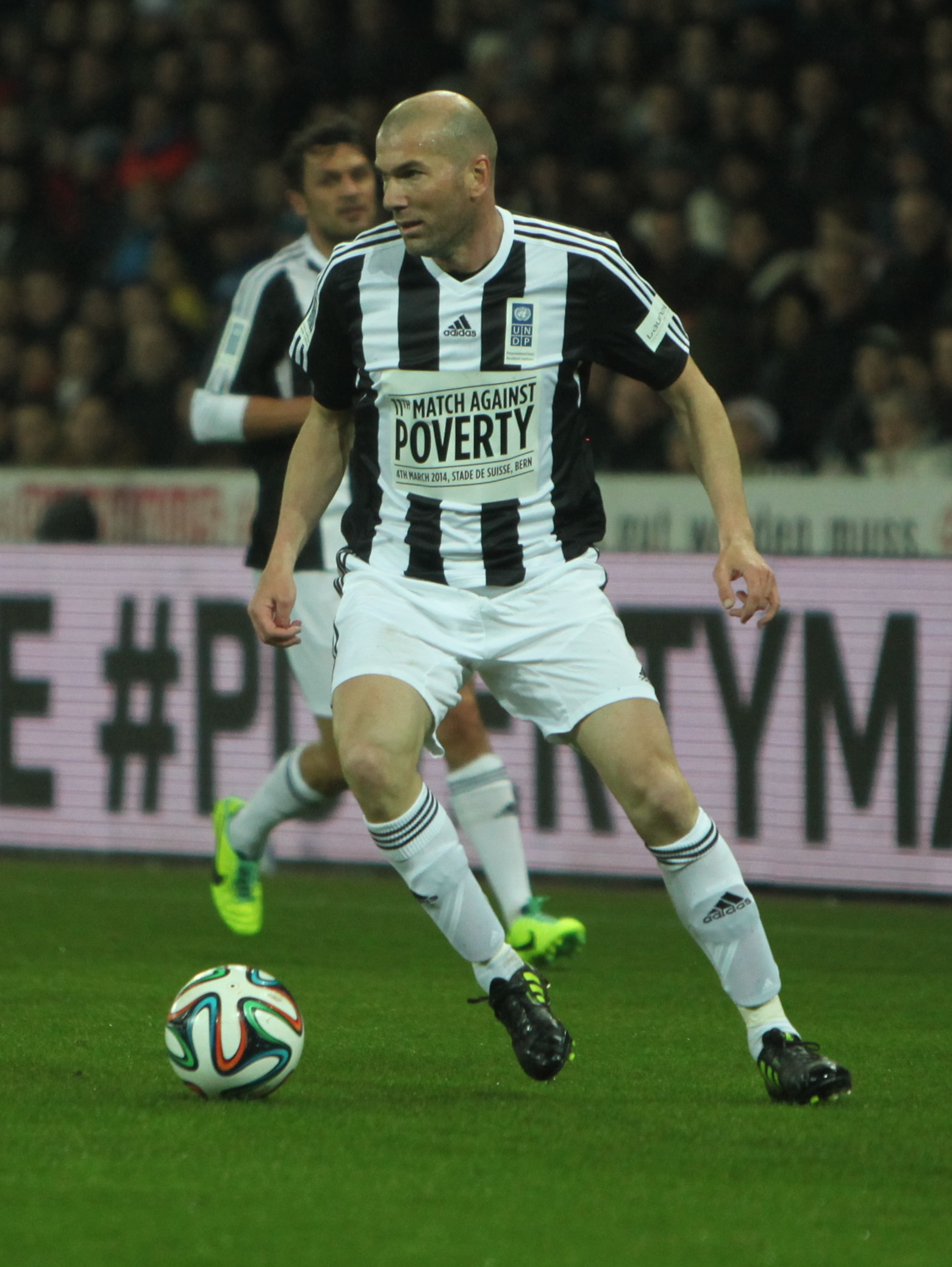
Voetballer Zinedine Zidane (1972)

- Zinédine Zidane (1972), voetbaltrainer en voetballer
- Sébastien Chabaud (1977), voetballer
- Martial Robin (1977), voetballer
- Sébastien Grosjean (1978), tennisser
- Peter Luccin (1979), voetballer
- Tobias Linderoth (1979), Zweeds voetballer

### 1980–1989
- Loris Reina (1980), voetballer
- Nicolas Marin (1980), voetballer

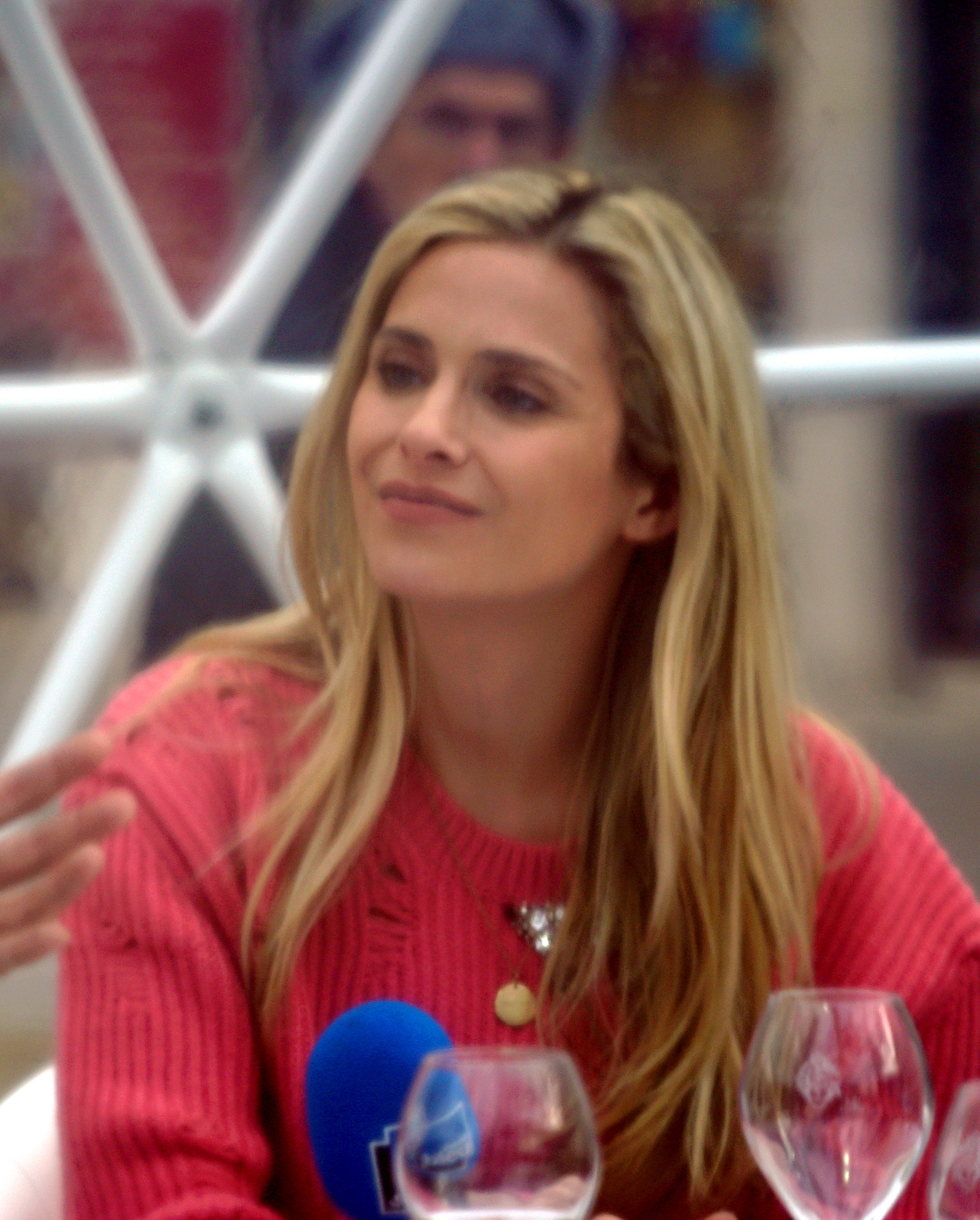
Zangeres en presentatrice Clara Morgane (1981)

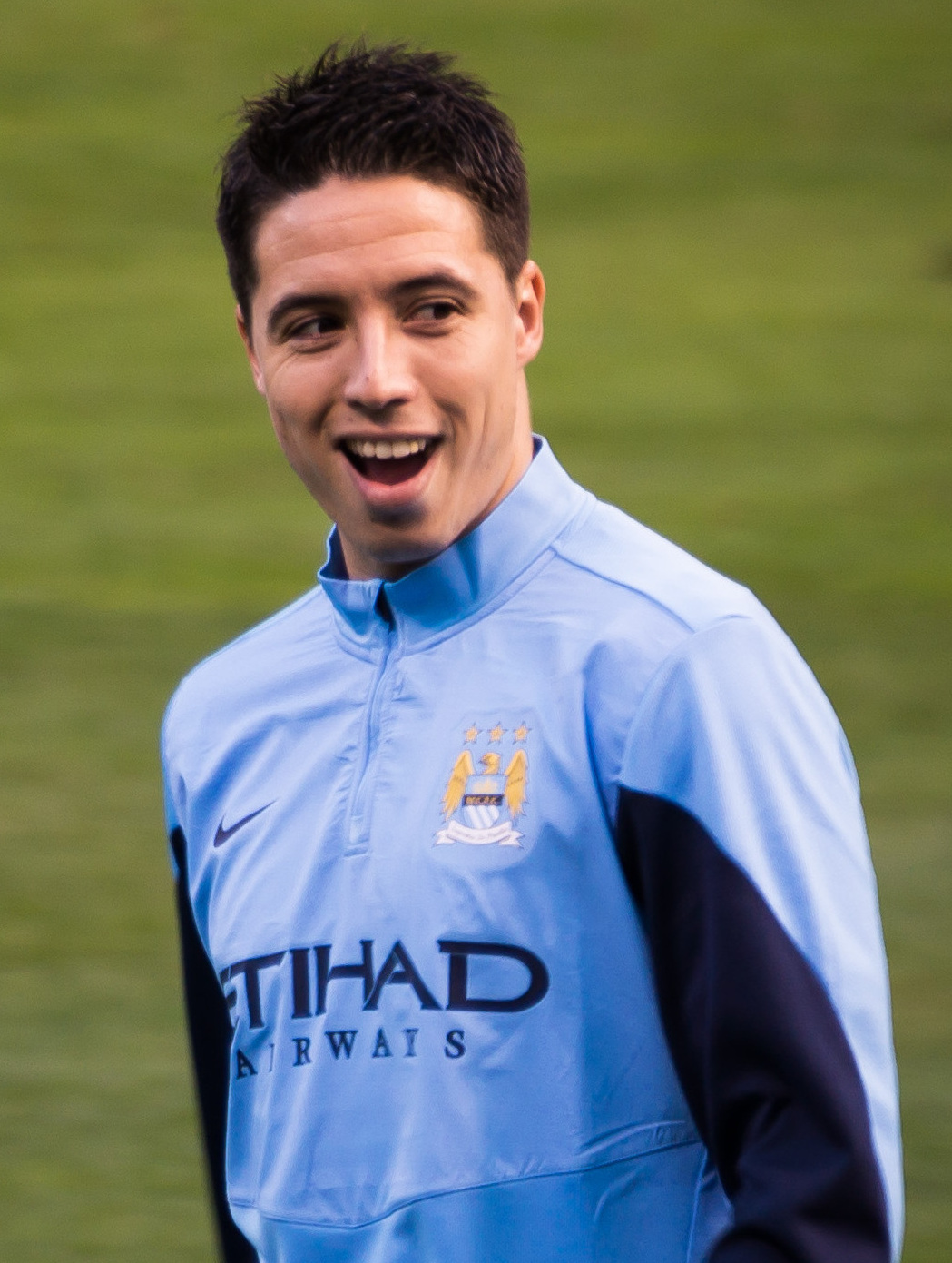
Voetballer Samir Nasri (1987)

- Clara Morgane (1981), pornoactrice, model, presentatrice en zangeres
- Yoann de Boer (1982), voetballer
- Valéry Mézague (1983), Kameroens voetballer
- Mathieu Flamini (1984), voetballer
- Mohamed Dennoun (1986), voetballer
- Samir Nasri (1987), Frans-Algerijns voetballer
- Yannick Sagbo (1988), Ivoriaans voetballer
- Guy Gnabouyou (1989), voetballer
- Lamine Gassama (1989), Senegalees voetballer
- Romain Alessandrini (1989), voetballer

### 1990–1999
- Valère Germain (1990), voetballer

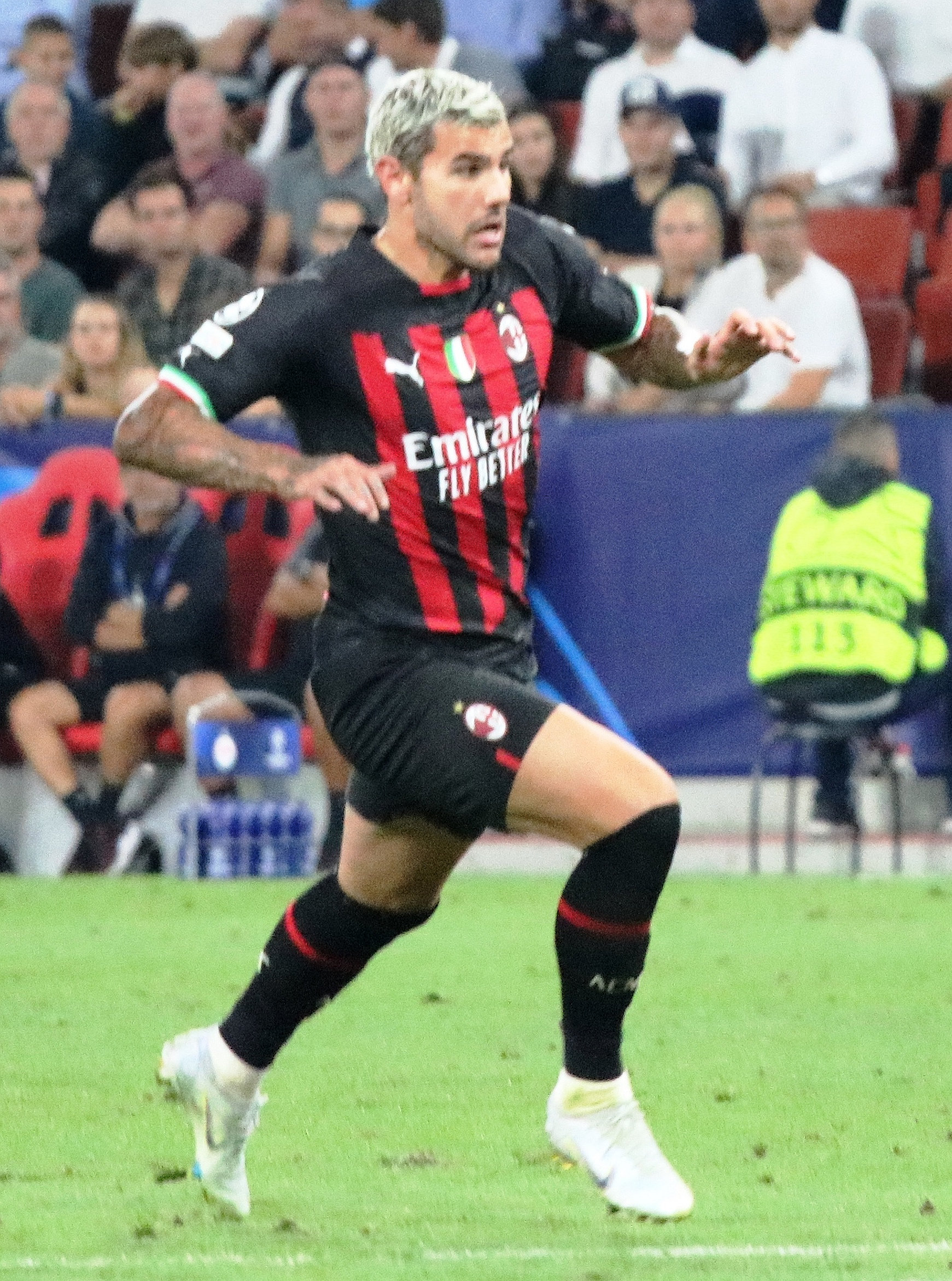
Voetballer Theo Hernández (1997)

- Nabil Ghilas (1990), Algerijns voetballer
- Teddy Mézague (1990), voetballer
- Benjamin Stambouli (1990), voetballer
- Jordan Ayew (1991), Ghanees voetballer
- Naïm Sliti (1992), Tunesisch voetballer
- Bryan Dabo (1992), voetballer
- Wilfried Zahibo (1993), voetballer
- Mouhamadou-Naby Sarr (1993), voetballer
- Laurent Abergel (1993), voetballer
- Larry Azouni (1994), voetballer
- Gaël Andonian (1995), voetballer
- Stéphane Sparagna (1995), voetballer
- Estelle Cascino (1996), tennisspeelster
- Zinédine Machach (1996), voetballer
- Lucas Hernández (1996), voetballer
- Jérémie Boga (1997), voetballer
- Theo Hernández (1997), voetballer
- Maxime Lopez (1997), voetballer
- Kévin Appin (1998), voetballer
- Hugo Magnetti (1998), voetballer

### Vanaf 2000
- Wesley Fofana (2000), voetballer
- Clément Izquierdo (2002), wielrenner